# Солотуша
Солотуша је брдскопланинско село у општини Бајина Башта у Златиборском округу. Према попису из 2022. било је 753 становника.
Смештено је на источним обрoнцима планине Таре и 2.861 ha атара Солотуше се налази у склопу Националног парка Тара. Кроз село протиче Солотушка река, а на ширем подручју села налази се већи број археолошких локалитета из времена Келта и Римљана, као и средњовековна тврђава Солотник.
Овде се налазе Црква Светог живоносног источника Пресвете Богородице и Солотушка врела.

## Демографија
У насељу Солотуша живи 906 пунолетних становника, а просечна старост становништва износи 44,6 година (43,1 код мушкараца и 46,1 код жена). У насељу има 342 домаћинства, а просечан број чланова по домаћинству је 3,12.
Ово насеље је углавном насељено Србима (према попису из 2002. године), а у последња три пописа, примећен је пад у броју становника.
|  |

| Демографија | Демографија | Демографија |
| Година      | Становника  | Становника  |
| ----------- | ----------- | ----------- |
| 1948.       | 2.129       |             |
| 1953.       | 2.178       |             |
| 1961.       | 2.079       |             |
| 1971.       | 1.784       |             |
| 1981.       | 1.553       |             |
| 1991.       | 1.273       | 1.261       |
| 2002.       | 1.066       | 1.084       |

| Етнички састав према попису из 2002.‍ | Етнички састав према попису из 2002.‍ | Етнички састав према попису из 2002.‍ | Етнички састав према попису из 2002.‍ | Етнички састав према попису из 2002.‍ |
| ------------------------------------ | ------------------------------------ | ------------------------------------ | ------------------------------------ | ------------------------------------ |
|                                      |                                      |                                      |                                      |                                      |
| Срби                                 | Срби                                 |                                      | 918                                  | 86,11%                               |
| Црногорци                            | Црногорци                            |                                      | 3                                    | 0,28%                                |
| Југословени                          | Југословени                          |                                      | 1                                    | 0,09%                                |
| неизјашњени                          | неизјашњени                          |                                      | 143                                  | 13,41%                               |

| Година пописа     | 1948. | 1953. | 1961. | 1971. | 1981. | 1991. | 2002. |
| ----------------- | ----- | ----- | ----- | ----- | ----- | ----- | ----- |
| Број домаћинстава | 356   | 367   | 378   | 353   | 362   | 350   | 342   |

| Број чланова      | 1  | 2   | 3  | 4  | 5  | 6  | 7 | 8 | 9 | 10 и више | Просек |
| ----------------- | -- | --- | -- | -- | -- | -- | - | - | - | --------- | ------ |
| Број домаћинстава | 66 | 105 | 43 | 52 | 38 | 23 | 4 | 7 | 1 | 3         | 3,12   |

| Пол    | Укупно | Неожењен/Неудата | Ожењен/Удата | Удовац/Удовица | Разведен/Разведена | Непознато |
| ------ | ------ | ---------------- | ------------ | -------------- | ------------------ | --------- |
| Мушки  | 471    | 126              | 294          | 32             | 15                 | 4         |
| Женски | 467    | 61               | 293          | 105            | 7                  | 1         |
| УКУПНО | 938    | 187              | 587          | 137            | 22                 | 5         |

| Пол    | Укупно                    | Пољопривреда, лов и шумарство | Рибарство                            | Вађење руде и камена | Прерађивачка индустрија       |
| ------ | ------------------------- | ----------------------------- | ------------------------------------ | -------------------- | ----------------------------- |
| Мушки  | 280                       | 128                           | 0                                    | 0                    | 63                            |
| Женски | 120                       | 73                            | 0                                    | 0                    | 25                            |
| УКУПНО | 400                       | 201                           | 0                                    | 0                    | 88                            |
| Пол    | Производња и снабдевање   | Грађевинарство                | Трговина                             | Хотели и ресторани   | Саобраћај, складиштење и везе |
| Мушки  | 3                         | 23                            | 8                                    | 9                    | 10                            |
| Женски | 0                         | 0                             | 6                                    | 8                    | 2                             |
| УКУПНО | 3                         | 23                            | 14                                   | 17                   | 12                            |
| Пол    | Финансијско посредовање   | Некретнине                    | Државна управа и одбрана             | Образовање           | Здравствени и социјални рад   |
| Мушки  | 0                         | 1                             | 6                                    | 1                    | 0                             |
| Женски | 0                         | 0                             | 0                                    | 4                    | 2                             |
| УКУПНО | 0                         | 1                             | 6                                    | 5                    | 2                             |
| Пол    | Остале услужне активности | Приватна домаћинства          | Екстериторијалне организације и тела | Непознато            | Непознато                     |
| Мушки  | 25                        | 0                             | 0                                    | 3                    | 3                             |
| Женски | 0                         | 0                             | 0                                    | 0                    | 0                             |
| УКУПНО | 25                        | 0                             | 0                                    | 3                    | 3                             |